# Элимелах, Зелик Абрамович
Зе́лик Абра́мович Элиме́лах (1911, Носовичи Гомельского уезда — 25 августа 1942, Карское море) — советский полярник, комиссар, капитан 3-го ранга.

## Биография
Родился в 1911 году в Гомеле, где провёл детство и юность.
В 1933 году окончил Коммунистический университет имени Я. М. Свердлова в Москве. Военного образования не получал.
Служил в авиашколе морских лётчиков. В 1930-х годах плавал по Северному морскому пути на ледоколах и транспортных судах первым помощником капитана. В ноябре 1934 года был зачислен на службу в Военно-морской флот СССР в должности военного комиссара ледокола ЛД-6 «Александр Сибиряков» Беломорской военной флотилии.

### Последний бой
25 августа 1942 года «Александр Сибиряков» был обнаружен и потоплен в Карском море немецким крейсером «Адмирал Шеером» в ходе операции «Вундерланд».
Практически вся команда судна либо погибла, либо попала в плен, но один из матросов — кочегар П. И. Вавилов — сумел добраться до острова Белуха, откуда впоследствии был спасен советским флотом и подробно рассказал о деталях боя и последних минутах корабля. Благодаря его показаниям стало известно, что раненого и потерявшего сознание капитана А. А. Качарава заменил комиссар З. А. Элимелах, и все последние команды экипажу отдавал именно он. Элимелах возглавил аварийную группу, приказал уничтожить судовые документы, и по его приказу радист А. Г. Шаршавин передал последнюю радиограмму: «Помполит приказал покинуть судно. Горим, прощайте. 14 ч. 05 мин.». Зелик Абрамович также отдал и последний приказ старшему механику Н. Г. Бочурко открыть кингстоны и затопить судно.

«…Командование на „А. Сибирякове“ принял капитан 3 ранга Элимелах как старший по званию. Во время боя он вёл себя подлинным героем. Элимелах появлялся в самых опасных местах, умело распоряжался борьбой с огнём, помогал выносить из пламени раненых, оттаскивал снаряды. Фуражки на Зелике Абрамовиче не было. Ватник во многих местах прогорел и дымился. Из широкой раны на голове медленно стекала по щеке кровь, но он не замечал ни раны, ни боли…»— Из воспоминаний П. И. Вавилова
На гибнущем судне остался только комиссар Элимелах Зелик Абрамович (по другим данным — и старший механик Н. Г. Бочурко). Он заявил: «Я в плен сдаваться не буду!», встал у флагштока, на котором был поднят флаг, и утонул вместе с ледоколом — погружаясь в ледяную воду на виду у всех уцелевших, вскинув руку к козырьку фуражки.

## Семья
Отец — умер в 1939 году.
Мать — после смерти мужа в этом же году переехала в местечко Носовичи, где спустя два года во время немецкой оккупации стала жертвой Холокоста в Белоруссии.
Жена — Мария Соломоновна Зайдербит. В 1941 году с сыном Альфредом (род. 1940) находилась в эвакуации в городе Акмолинск Казахской ССР.
Сын Альфред впоследствии жил в Северодвинске и работал на судостроительных предприятиях города, в 2017 году с женой репатриировался в Израиль.
В Гомеле до конца 1980-х годов жил родной брат Зелика Абрамовича — Давид Абрамович Элимелах.

## Награды и увековечивание памяти
Указом Президиума Верховного Совета СССР от 29 апреля 1961 года пятеро членов экипажа ледокольного парохода «А. Сибиряков» были награждены орденом Красной звезды, а трое (в том числе и Элимелах З. А.) — орденом Отечественной войны II степени.
По причине антисемитизма в СССР память о подвиге Элимелаха Зелика Абрамовича десятилетиями замалчивалась, и его фамилия часто даже не упоминалась ни в справочниках, ни в работах по истории войны и флота. Только в конце 1980-х годов благодаря усилиям и многолетним исследованиям ученого, историка и журналиста Пойзнера Михаила Борисовича стало известно о подвиге комиссара «Сибирякова».
В память Зелика Абрамовича Элимелаха в 1962 году был назван скалистый островок у острова Диксон в Карском море. На вершине соседнего островка Белуха воздвигнута башня-памятник со светящимся навигационным знаком, мемориальной доской с надписью: «Башня установлена гидрографами Диксонской гидрографической базы в память ледокольного парохода  „А. Сибиряков“, погибшего 25 августа 1942 года в бою с немецко-фашистским линкором. Вечная слава героям!» и с фамилиями павших.
Про операцию «Вундерланд» в 1989 году на студии «Грузия-фильм» был снят художественный фильм (исторически недостоверный в отношении судьбы капитана  А. А. Качарава). Роль Зелика Элимелаха сыграл актер Павел Ремезов.